# Língua ergativa-absolutiva
Língua ergativa-absolutiva (ou simplesmente ergativa) é aquela em que há uma oposição fundamental entre duas funções sintáticas ― não o sujeito e o objeto direto, como é comum na maioria das línguas indo-europeias, mas sim entre o sujeito de um verbo transitivo e o objeto direto de tal verbo; além disso, a função do objeto direto confunde-se com a do sujeito de um verbo intransitivo.
Nas línguas ergativas, o sujeito de verbos transitivos é marcado pelo caso ergativo, ao passo que o sujeito de verbos intransitivos ou o objeto direto deve estar no caso absolutivo.

## Línguas ergativas
As línguas ergativas não estão entre as mais faladas, havendo algumas extintas ou quase extintas. Essas línguas se localizam principalmente nas Américas (indígenas), na região do Cáucaso, no noroeste do Irã, leste da Turquia, no norte da Índia, no noroeste da Austrália (indígenas), além da Língua tibetana e da Língua basca.
Alguns exemplos no mundo são: o basco, o georgiano (parcial), o groenlandês ou kalaallisut, o Curmânji (dialeto curdo), o extinto idioma caucasiano ubykh entre outros.
No Brasil, são ergativas as línguas maxacali, tembé, kalapalo, kuikuro, matipu, nahukwá e diversas outras do tronco tupi e do tronco macro-jê.

### Listagem
A seguir uma listagem dessas línguas e grupos de línguas:
- Línguas esquimó-aleútes (Canadá, Alasca, Groenlândia)
- Línguas maias (México)
- Línguas tsimshiânicas (Amé. norte)
- Línguas chibchanas (Amé. norte)
- Línguas chinnokanas (Amé. norte)
- Línguas panoanas (Brasil, Peru, Bolívia)
- Língua mitanita (de Mitani)
- Língua curda
- Língua suméria
- Línguas iranianas ocidentais
- Línguas caucasianas do nordeste
- Línguas caucasianas do noroeste
- Dyirbal
- Línguas indígenas da Austrália
- Basco
- Tibetano
- Hindi

## Exemplos
Em basco:
| Gizona etorri da. |           |
| gizona-Ø          | etorri da |
| o homem-ABS       | chegou    |
| sujeito           | verbo     |
| "O homem chegou." |           |

| Gizonak mutila ikusi du. |              |          |
| gizona-k                 | mutila       | ikusi du |
| o homem-ERG              | o menino-ABS | viu      |
| agente                   | objeto       | verbo    |
| "O homem viu o menino."  |              |          |

Na primeira frase, o substantivo gizon ("homem") ― ou gizona na forma definida ("o homem") ― está no caso absolutivo, que, como na maioria das línguas ergativas, não é marcado. Na segunda frase, gizon está no caso ergativo, marcado em basco pelo sufixo -k.
Para entender melhor, simulemos como se a Língua Portuguesa fosse Ergativa. Consideremos algo que declina conforme a função na frase, os pronomes. Para tal vamos considerar:
A = agente de sentença transitiva direta.
S = sujeito de verbo intransitivo.
O = objeto direto.
Assim teremos:
Português Acusativo (como é):
Eu (S) viajei.
Eu (A) te (O) levei.
Português Ergativo (hipótese para exemplo):
Me (S) viajei.
Eu (A) te (O) levei.
nesse caso, declinaram do mesmo modo, S e O